# Patsídes
Patsídes, en grec moderne : Πατσίδες, est un village du dème d'Archánes-Asteroússia, dans le district régional de Héraklion, de la Crète, en Grèce. Selon le recensement de 2011, la population de Patsídes compte 391 habitants.
Le village est situé à 11 km au sud de Héraklion et à une altitude de 250 mètres.

## Recensements de la population
| Recensements | 1900 | 1920 | 1928 | 1940 | 1951 | 1961 | 1971 | 1981 | 1991 | 2001 | 2011 |
| ------------ | ---- | ---- | ---- | ---- | ---- | ---- | ---- | ---- | ---- | ---- | ---- |
| Population   | 57   | 110  | 129  | 130  | 146  | 119  | 98   | 113  | /    | 160  | 391  |